# Alcorisa
Alcorisa és un municipi de l'Aragó, de la comarca del Baix Aragó.

## Patrimoni

### Patrimoni arqueològic
També es pot visitar el jaciment de Cabezo de la Guàrdia, emplaçat sobre un petit turó proper a la confluència dels rius Alchoza i Guadalopillo.
Les restes descobertes corresponen a habitatges i espais de planta rectangular, així com un gran torrassa de planta circular; també es conserven vestigis d'un possible recinte defensiu.
Així mateix, en els camps de labor de la seva base es van excavar part d'unes termes romanes.
Les restes de l'època ibèrica daten dels  segles V-VI aC I el  segle I dC.; les restes de l'ocupació romana a la base del turó s'han datat en el segle III dC.

### Patrimoni històric

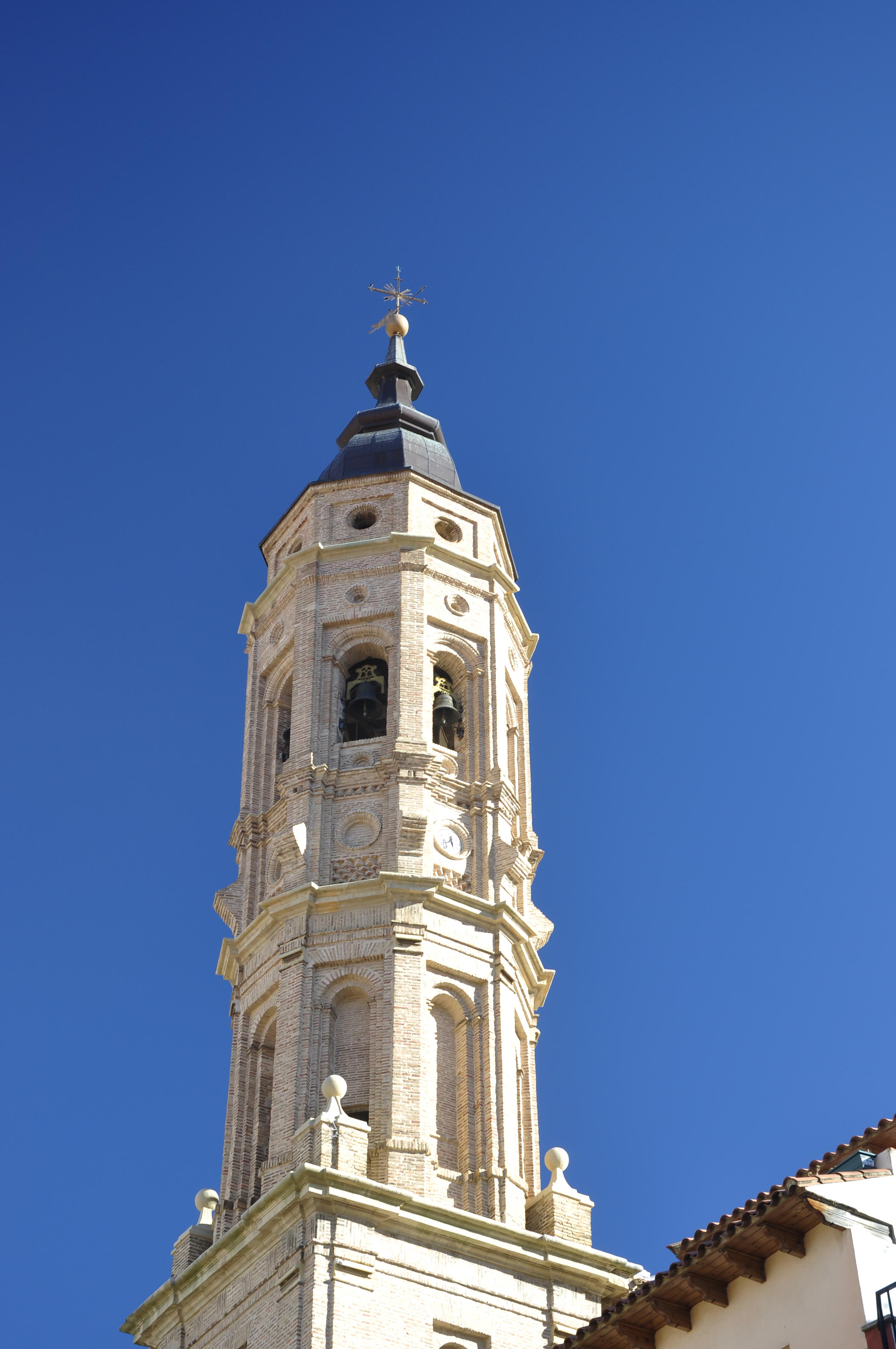
Torre de l'església parroquial de Alcorisa.

L'església parroquial, dedicada a la Mare de Déu de l'Assumpció, va ser construïda en diverses fases, començant a edificar-se a la fi del segle xiv.
Però l'actual  fàbrica és obra, fonamentalment, de l'ampliació que es va iniciar en 1688.
És un edifici de tres naus amb capelles laterals i capçalera recta. El presbiteri, configurat com a prolongació de la nau central, està cobert amb volta estrellada.
L'exterior, construït en estil  barroc, presenta la portada d'accés al temple, que se situa als peus d'aquest; i probablement és obra de picapedrers francesos.
Sobresurt la monumentalitat de la seva torre campanar -del segle xviii -, de reminiscències mudèjars.
El conjunt va ser declarat Bé d'Interès Cultural en 2002.
També es poden destacar altres edificis religiosos com:
- L'Església de Sant Sebastià és un temple del segle xviii, de neta i austera façana. Actualment acull el Centre d'Interpretació de la Setmana Santa, el Museu de l'escola rural i el Centre de visitants de la Ruta dels Ibers .
- L'Església de Sant Pasqual, pertanyent a un antic convent d'alcantarinos i posterior seminari, data també de la mateixa època, estant inspirada en l'Església del Sant de Vila-real (Castelló).
- Gran quantitat d'ermites, com les de Sant Joan i Sant Bernabé. També es pot destacar l'Ermita del Calvari, que és un temple del segle xvii que s'alça a la cota més alta del municipi. D'arquitectura barroca, consta d'una sola nau amb dues capelles laterals; la façana, el sòcol i les cantonades de l'edifici són de carreu, mentre que la resta és de maó. A més, l'entorn posseeix un gran interès paisatgístic.[4]

També presenta Alcorisa un nombre considerable d'edificis civils destacables artísticament, com a conjunt arquitectònic destaca la plaça porxada de l'Ajuntament, tot i que d'aquest només es conserva la portada.
A l'esquerra de la Casa Consistorial es troba la casa dels Daudén, amb l'escut més antic de la població.
El carrer Major creua part del nucli antic i en ella se situa la Casa-palau del Baró de la Linde, edifici d'estil popular aragonès, amb arcuacions a la part superior i fàbrica de maçoneria i maó.
Alcorisa compta també amb una particular plaça de toros, construïda entre turons.

### Patrimoni cultural
Dintre de l'anomenat patrimoni Cultural, Alcorisa disposa d'un Centre de visitants de la Ruta dels Ibers, que és un espai museístic dedicat a la cultura  ibera en on s'ha recreat un forn ibèric a mida natural amb peces ceràmiques en el seu interior preparades per a la cocció.
Així mateix s'exposa una reproducció exacta del conegut  kalathos  (peça de ceràmica) de la Guàrdia.

### Patrimoni natural
A la rodalia d'Alcorisa es troba el pantà de Gallipuén, encaixonat entre barrancs i canons, i des d'on es poden apreciar interessants vistes.
Conclòs en 1927, va ser construït per al reg. No obstant això, en ell és possible banyar-se, pescar o fer esports aquàtics.